# دم‌چیده لوسیفر
دم‌چیده لوسیفر یا مگس‌مرغ لوسیفر (نام علمی: Calothorax lucifer) یک پرنده با جثه متوسط و ۱۰... مرغ مگس سبز، به طول ۱۰ سانتی‌متر، با منقاری کمی خمیده و برآمدگی مشخص پرهای بالای گلویش به سمت بیرون درخشان. زیستگاه آن در مناطق مرتفع شمال مکزیک و جنوب غربی ایالات متحده است. زمستان‌ها را در مرکز مکزیک می‌گذراند.